# Brzechwa dzieciom
Brzechwa dzieciom – zbiór poezji dla dzieci Jana Brzechwy z 1953 roku.
Zbiór jest wyborem najbardziej znanych form poetyckich autora, znanym z wcześniejszych publikacji autora, zawiera też dłuższe wiersze: Opowiedział dzięcioł sowie, Pali się!, Szelmostwa lisa Witalisa, Bronka i stonka. Krótsze formy zostały zgrupowane w cykle:
- Samochwała (a w nim wierszyki Samochwała, Zapałka, Skarżypyta, Kłamczucha, Leń, Pytalski, Grzyby, Ptasie plotki, Kwoka, Jajko, Na straganie, Rzepa i miód, Arbuz, Pomidor, Prot i Filip, Koziołeczek);
- Entliczek-pentliczek (Entliczek-pentliczek, Chrząszcz, Hipopotam, Na wyspach Bergamutach, Kokoszka-smakoszka, Sum, Tom, Psie smutki);
- Wiosenne porządki (Wiosenne porządki, Przyjaciele lata, Tydzień, Grzebień i szczotka, Tańcowała igła z nitką, Mucha);
- ZOO (Żyrafa, Małpy, Kangur, Wielbłąd, Tygrys, Żółw, Krokodyl, Słoń, Niedźwiedź, Wilk, Lis, Dzik, Żubr, Papuga, Pantera, Struś);
- Siedmiomilowe buty (Siedmiomilowe buty, Sójka, Globus, Kłótnia rzek, Stonoga, Atrament)[3][4][5].

Ilustracje do książki stworzył Jan Marcin Szancer. Pierwsze wydanie ukazało się nakładem Naszej Księgarni w 1953 roku. Książka była wielokrotnie wznawiana; do 1994 roku ukazało się około 20 wydań (kolejne wydania m.in. w latach: 1955 – dwukrotnie, 1959, 1961, 1963, 1965, 1969, 1971, 1973, 1978, 1979, 1981 – wyd. skrócone, 1983, 1984, 1988, 1989, 1990, 1991, 1992 – dwukrotnie, 1993).
Zbiór jest od wielu lat lekturą szkolną dla młodszych dzieci. Opowiedział dzięcioł sowie i Tańcowała igła z nitką dodano do listy lektur (dla klasy III) już w 1959 r. Około 1985 wierze Brzechwy znajdowały się w spisach lektur dla klas I i IV. Zbiór był zalecany jako lektura pod koniec lat 90. (w programie z 1997, obowiązującym do 1999 r.). Do listy lektur zbiór trafił ponownie dla klas I–III szkoły podstawowej w 2017 r. (stan na 2017/2018) i był nią nadal w kolejnej dekadzie (stan na 2024/2025).
Zbiór był opisany jako „najbardziej poczytna książka najmłodszych czytelników”, a także „najbardziej znany i poczytny zbiór wierszyków adresowanych do najmłodszych”.